# Crystal Ball
Crystal Ball ist eine Schweizer Hard-Rock-Band aus Luzern, die Ende der 1990er Jahre gegründet wurde.

## Geschichte
Die Band begann als Cover-Band „Cherry Pie“ und spielte zahlreiche Konzerte in der Schweiz, Deutschland und Österreich. Das erste Album In the Beginning unter dem Namen Crystal Ball wurde 1999 veröffentlicht. 2000 kam das zweite Album Hard Impact heraus, gefolgt von einer Tour mit Pretty Maids und einem Plattendeal mit dem Label Nuclear Blast. Das Album Virtual Empire wurde 2002 veröffentlicht, im selben Jahr ging die Band auf Tour mit Dokken, U.D.O., Krokus und Doro. Auf der Tour mit U.D.O lernte die Band Stefan Kaufmann kennen, früheres Mitglied der Bands U.D.O. und Accept, der die Alben Hellvetia und Timewalker produzierte. In dieser Zeit ging Crystal Ball auf Tour mit Axxis, Pink Cream 69 und Krokus, außerdem tourte sie zum ersten Mal als Headliner gemeinsam mit der Band Thunderstone.
2007 unterzeichnete Crystal Ball einen neuen Plattenvertrag mit AFM Records und veröffentlichten ihr sechstes Studioalbum Secrets, das von Michael Bormann produziert wurde. Nach einer Auszeit kehrte die Band 2013 mit dem Album Dawnbreaker und neuem Frontsänger Steven Mageney zurück, außerdem nahm sie das Label Massacre Records unter Vertrag. Touren mit The Poodles und Krokus folgten. 2015 wurde das Album LifeRider veröffentlicht, auf dem klassischer Hard Rock mit modernem Metal gemischt wird. Die Sängerin der Band Battle Beast, Noora Louhimo, hat einen Gastauftritt im Song Eye to Eye. Die Bandbesetzung wurde durch Tony Castell (ehemals Krokus) ergänzt, der seitdem Rhythmusgitarrist ist. Im selben Jahr spielte die Band auf verschiedenen Festivals wie dem Sion sous les étoiles und dem Guitare en scène neben den Scorpions und auf dem Brienzersee-Festival neben Bands wie Thunder. Außerdem arbeitete sie für eine Live-Show mit dem Wuppertaler Sinfonie Orchester zusammen.
2016 kam das Album Déjà-Voodoo heraus und die Band tourte als Vorband für Shakra durch Deutschland und die Schweiz. 2017 spielte Crystal Ball auf dem Rock the Ring Festival neben Bands wie Deep Purple, Krokus und Gotthard. 2018 veröffentlichte Crystal Ball das Album Crystallizer, spielte eine Headliner-Tour in Deutschland und hatte diverse Festivalauftritte. Außerdem ging die Band auf Tour als Vorband von Axel Rudi Pell. 2019 feierte die Band ihr 20-jähriges Jubiläum mit dem Best-of-Album 2020. Für das Album wurden die beliebtesten Songs durch Fanbefragungen und Streaminganalysen ausgewählt. Die erste CD enthält damit ältere Lieder der Band, die mit Sänger Steven Mageney neu aufgenommen wurden. Auf der zweiten CD sind aktuelle Songs zu finden, die neu interpretiert, arrangiert und mit zusätzlichen Aufnahmen ergänzt wurden.

## Diskografie

### Studioalben
| Jahr | Titel Musiklabel              | Höchstplatzierung, Gesamtwochen, AuszeichnungChartplatzierungen (Jahr, Titel, Musiklabel, Platzierungen, Wochen, Auszeichnungen, Anmerkungen) | Höchstplatzierung, Gesamtwochen, AuszeichnungChartplatzierungen (Jahr, Titel, Musiklabel, Platzierungen, Wochen, Auszeichnungen, Anmerkungen) | Anmerkungen                                                                 |
| Jahr | Titel Musiklabel              | DE | CH | Anmerkungen                                                                 |
| ---- | ----------------------------- | --- | --- | --------------------------------------------------------------------------- |
| 1999 | In the Beginning Point Music  | — | — | Wiederveröffentlicht in 2011 mit japanischem Bonustrack „Silence the Night“ |
| 2000 | Hard Impact Point Music       | — | CH91 (1 Wo.)CH | Wiederveröffentlicht in 2011 mit japanischem Bonustrack „Goodbye Hero“      |
| 2002 | Virtual Empire Nuclear Blast  | — | — |                                                                             |
| 2003 | Hellvetia Nuclear Blast       | — | CH69 (2 Wo.)CH |                                                                             |
| 2006 | TimeWalker Nuclear Blast      | — | CH56 (3 Wo.)CH |                                                                             |
| 2007 | Secrets AFM Records           | — | — |                                                                             |
| 2013 | Dawnbreaker Massacre Records  | — | — |                                                                             |
| 2015 | Liferider Massacre Records    | — | CH54 (2 Wo.)CH |                                                                             |
| 2016 | Déjà-Voodoo Massacre Records  | — | CH31 (2 Wo.)CH |                                                                             |
| 2018 | Crystallizer Massacre Records | DE61 (1 Wo.)DE | CH18 (4 Wo.)CH |                                                                             |
| 2019 | 2020 Massacre Records         | — | CH13 (2 Wo.)CH |                                                                             |
| 2022 | Crysteria Massacre Records    | — | CH9 (1 Wo.)CH |                                                                             |